# Okrug Gelnica
Gelnica je okrug u istočnoj Slovačkoj u  Košickom kraju, u okrugu živi 31 787 stanovnika, dok je gustoća naseljenosti 54,39 stan/km². Ukupna površina okruga je 584,33 km². Glavni grad okruga Gelnica je istoimeni grad Gelnica s 5775 stanovnika.

## Stanovništvo
| Godina:     | 1994.  | 2004.   | 2014.   | 2024.   |
| ----------- | ------ | ------- | ------- | ------- |
| Broj ljudi: | 30 034 | 31 006  | 31 504  | 31 787  |
| Razlika:    |        | +3,23 % | +1,60 % | +0,89 % |

| Godina:     | 2023.  | 2024.   |
| ----------- | ------ | ------- |
| Broj ljudi: | 31 736 | 31 787  |
| Razlika:    |        | +0,16 % |

## Gradovi
- Gelnica

## Općine
| - Helcmanovce - Henclová - Hrišovce - Jaklovce - Kluknava - Kojšov - Margecany | - Mníšek nad Hnilcom - Nálepkovo - Prakovce - Richnava - Smolnícka Huta - Smolník - Stará Voda | - Švedlár - Úhorná - Veľký Folkmár - Závadka - Žakarovce |